# Foot Tapper
Foot Tapper är en instrumentallåt komponerad av Hank Marvin och Bruce Welch, inspelad och utgiven av den brittiska gruppen The Shadows 1963. Låten utgavs i februari 1963 och kom att bli gruppens sista singeletta i Storbritannien, bortsett från låtar de spelade in tillsammans med Cliff Richard.
Låten hade komponerats redan 1961 då Jacques Tati bett om musik till en film han tänkt spela in. När filmprojektet inte blev av plockade gruppen istället upp låten till filmen Summer Holiday 1963.
Den användes från 1983-2017 som avslutningsmusik till BBCs radioprogram Sounds of the 60s.

## Listplaceringar
| Lista (1963)   | Position              |
| -------------- | --------------------- |
| Australien     | 2 (Kent Music Report) |
| Danmark        | 13 (DR "Top 20")      |
| Irland         | 2                     |
| Nederländerna  | 7                     |
| Norge          | 5 (VG-lista)          |
| Nya Zeeland    | 2 (Lever Hit Parade)  |
| Storbritannien | 1 (UK Singles Chart)  |
| Sverige        | 3 (Kvällstoppen)      |
| Sverige        | 2 (Tio i topp)        |